# Калат-аль-Бахрейн
Калат-аль-Бахрейн (араб. قلعة البحرين — «твердиня Бахрейн») — місце археологічних розкопок в Бахрейні. Є штучним пагорбом, який був утворений послідовними культурними нашаруваннями приблизно з 2300 до 1700 р. до н. е., що свідчить про постійну людську присутність протягом даного періоду. Серед інших нашарувань — чимала португальська фортеця; під нею знаходиться стародавня фортеця, що раніше була столицею Дільмуна і дала назву всьому місцю розкопок («кала, калат» — «фортеця»). Збереглася багата археологічна спадщина, яка характеризує цю цивілізацію, раніше відому лише за згадуваннями в шумерських джерелах. У 2005 році це місце було включено до списку Світової спадщини ЮНЕСКО.